# Lehké obrněné vozidlo

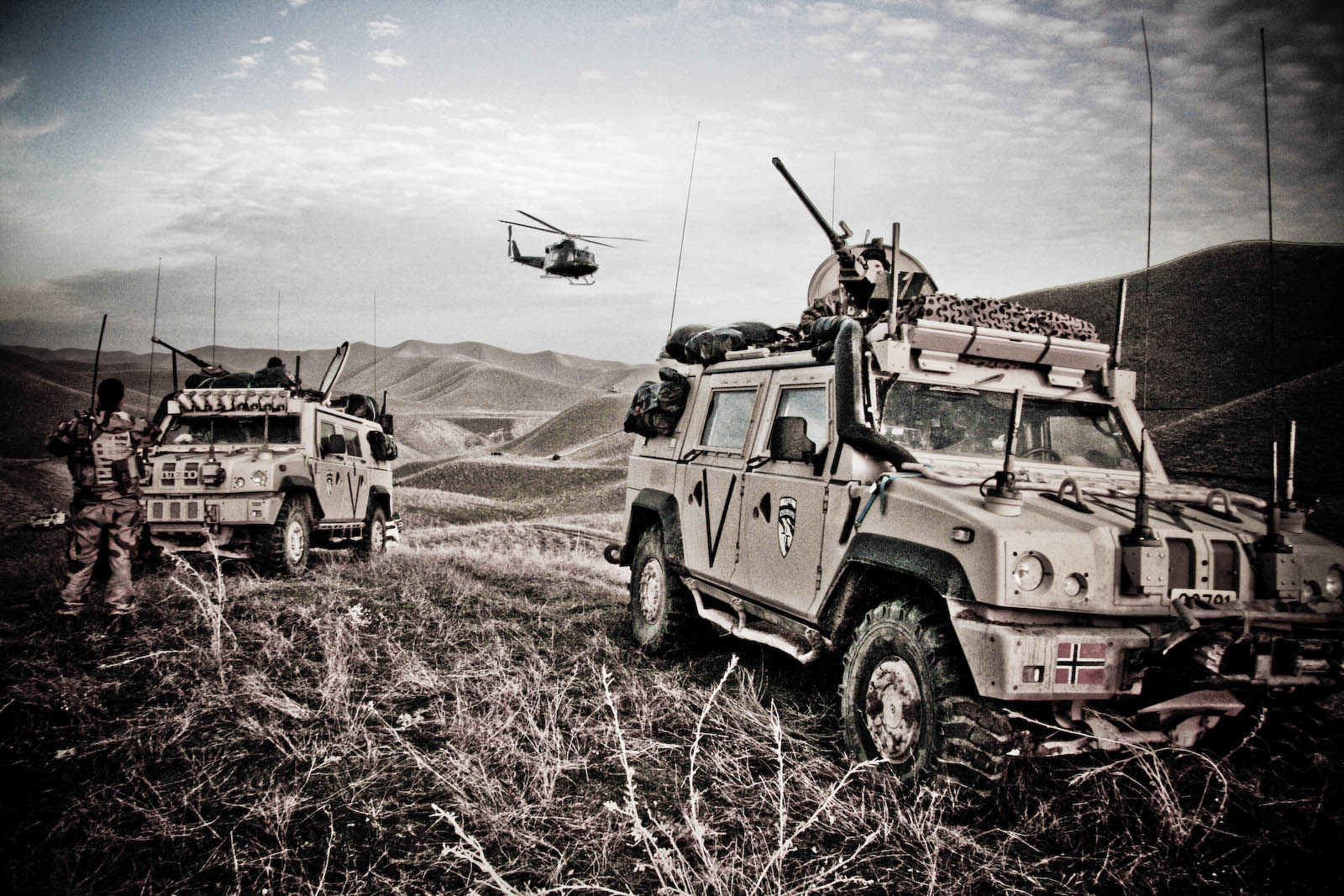
Lehká obrněná vozidla Iveco LMV norské armády v Afghánistánu

Lehké obrněné vozidlo (LOV) či lehké bojové vozidlo je víceúčelový pancéřovaný terénní automobil přepravující menší výsadek pěchoty. Anglickojazyčná terminologie označuje tato vozidla jako Infantry Mobility Vehicle (IMV). Do této kategorie vojenské techniky jsou řazeny čtyřkolové obrněné transportéry a lehká obrněná průzkumná či hlídková vozidla. Lehká obrněná vozidla slouží k různým úkolům přímo na bojišti, ale mají slabší výzbroj a nosnost než větší obrněné transportéry nebo kolová bojová vozidla pěchoty s podvozkem v konfiguraci 6x6 nebo 8x8. Mezi jejich společné znaky patří pohon 4 × 4, odolnost proti ručním zbraním a minám, víceúčelová či modulární koncepce a lafetace ručně nebo dálkově ovládané výzbroje, především kulometů.

## Vývoj
Rozvoj sektoru lehkých obrněnců souvisí s nárůstem významu zahraničních bezpečnostních operací. Další vývojem původních průzkumných vozidel či automobilů vojenské policie a vnitřních bezpečnostních složek vznikla nová generace lehkých obrněných vozidel pro účely expedičních jednotek v humanitárních a mírových misích. Neobrněná terénní a nákladní auta utrpěla v misích v Iráku a Afghánistánu těžké ztráty. Do výzbroje řady armád proto začala být zaváděna lehká obrněná vozidla kategorie MRAP (Mine-Resistant Ambush Protected) odolná vůči minám a improvizovaným výbušným zařízením (IED).

## Vozidla
Mezi nejrozšířenější lehká obrněná vozidla patří německé ATF Dingo 2, italské Iveco LMV, ruský GAZ-2330 Tigr nebo jihoafrický RG-31 Nyala. Armáda České republiky zavedla do výzbroje cca 20 vozidel Dingo 2 a 120 Iveco LMV (včetně 72 kusů bojové verze LOV 50 B).

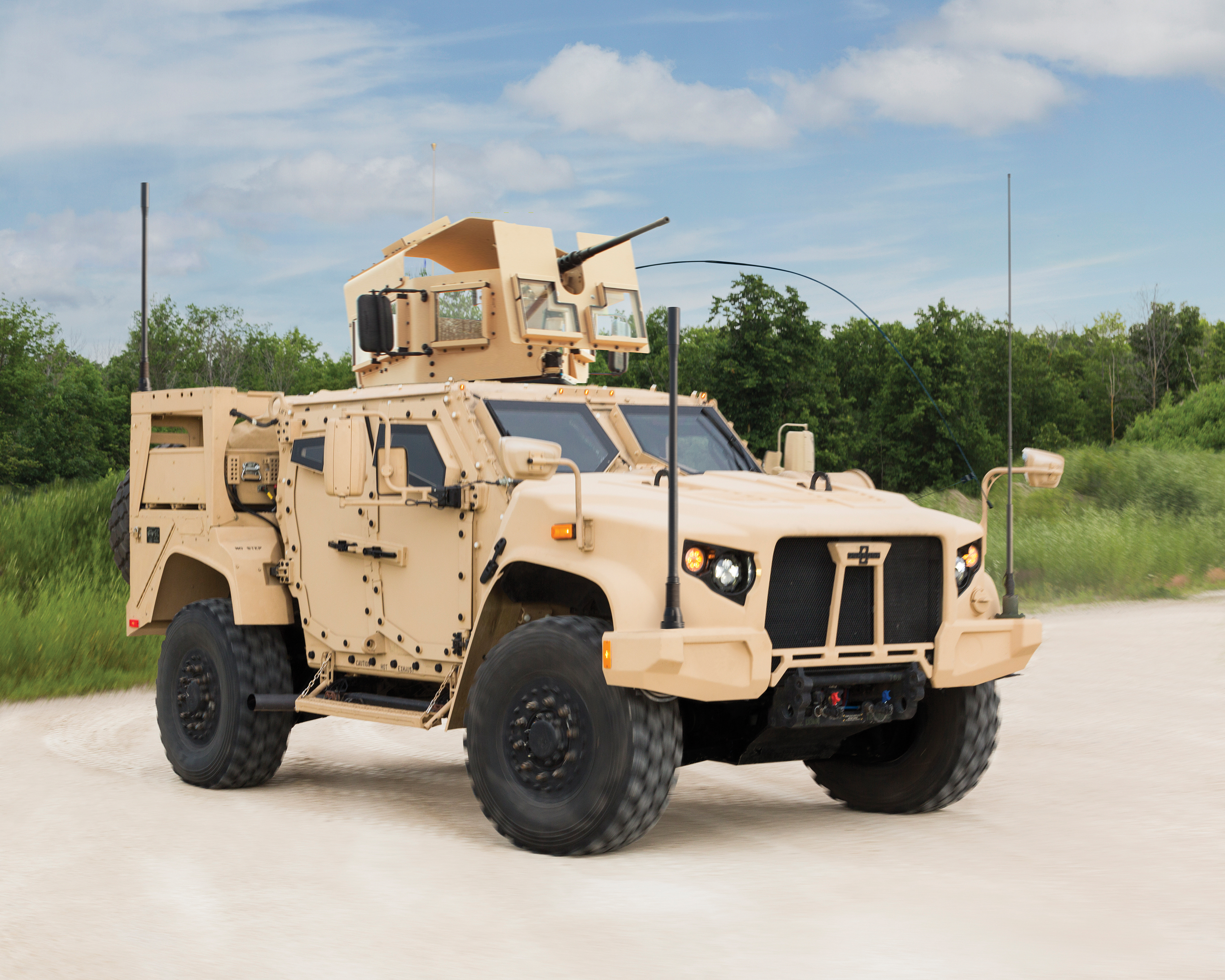
Oshkosh L-ATV
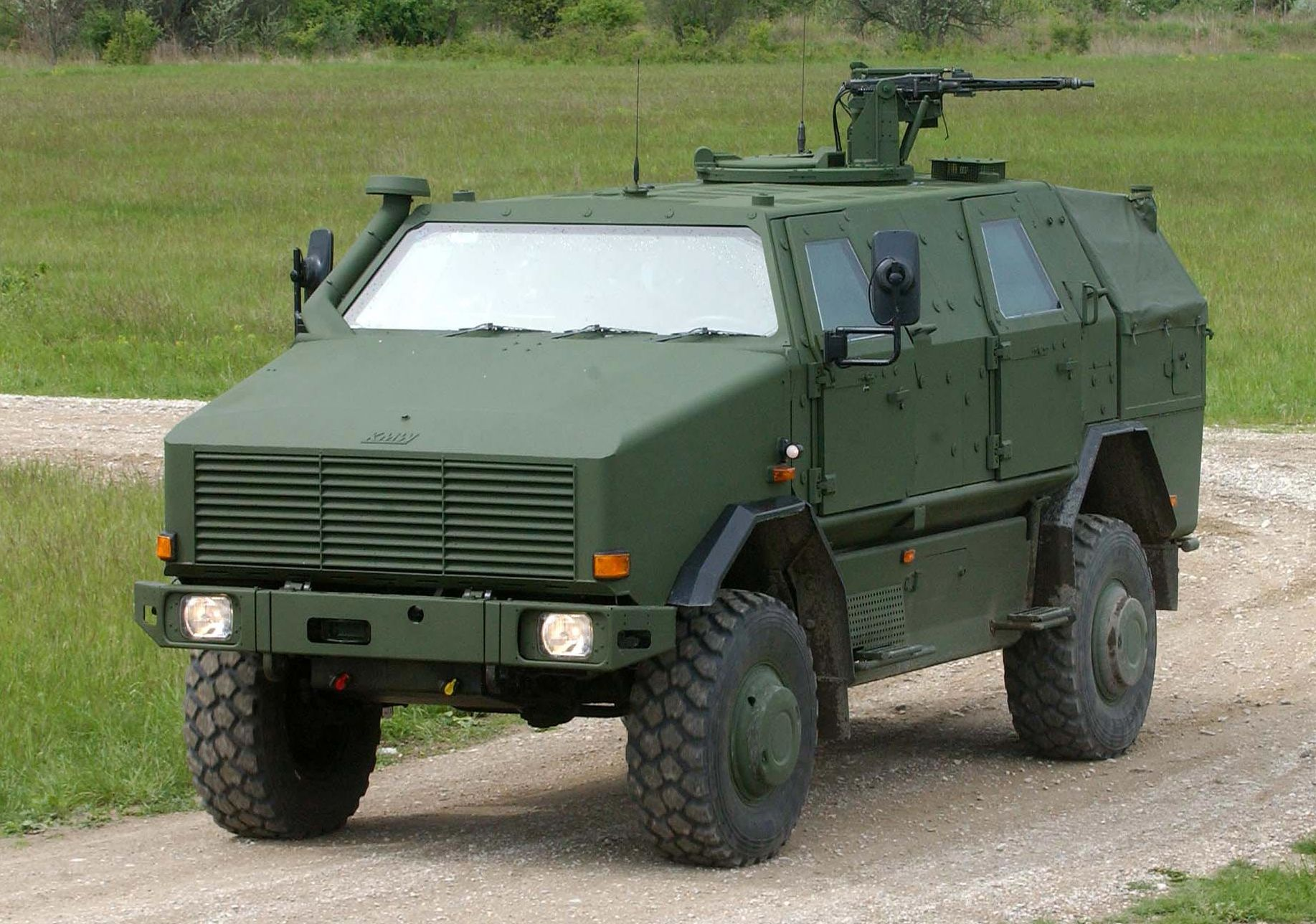
Dingo 2
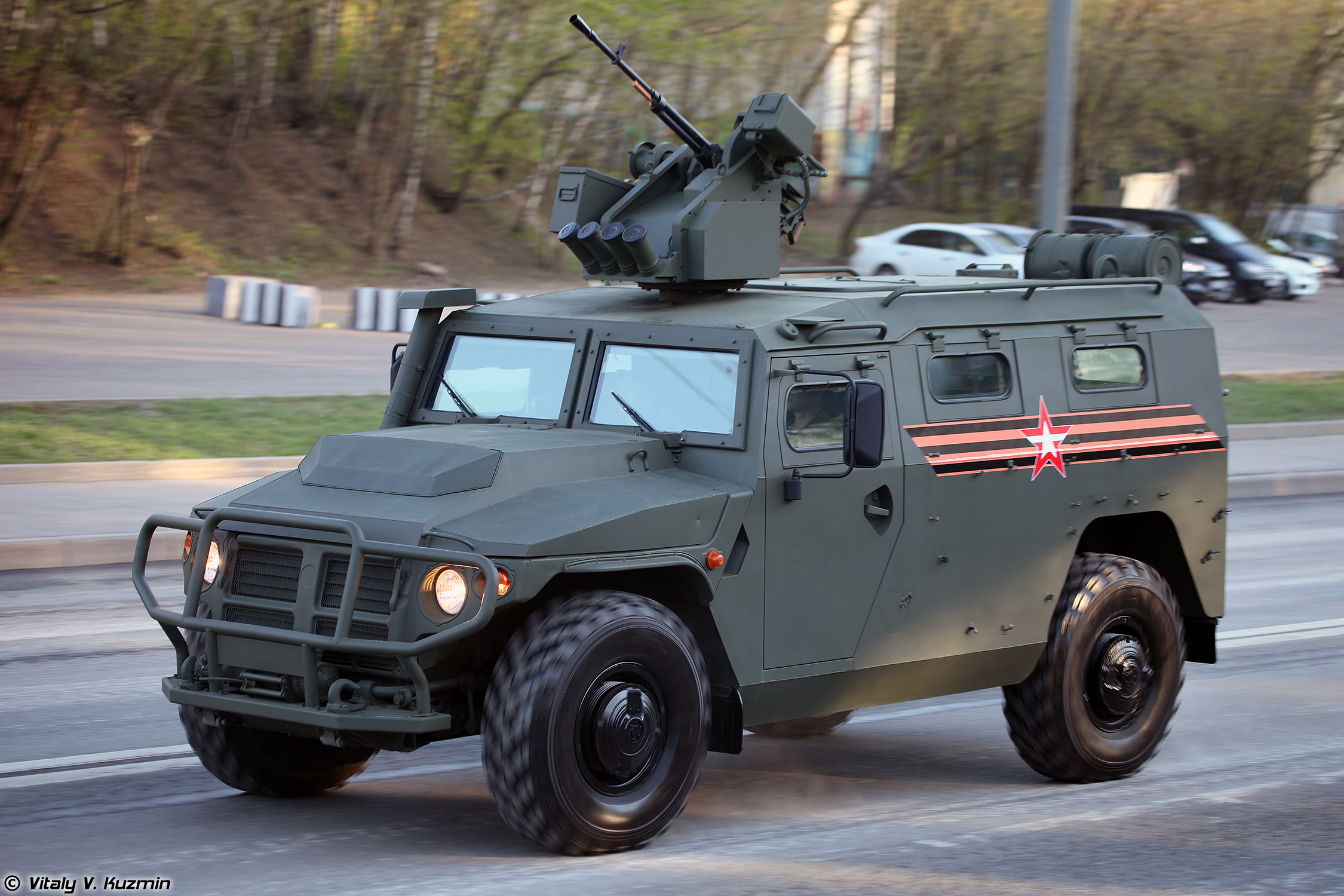
GAZ Tigr
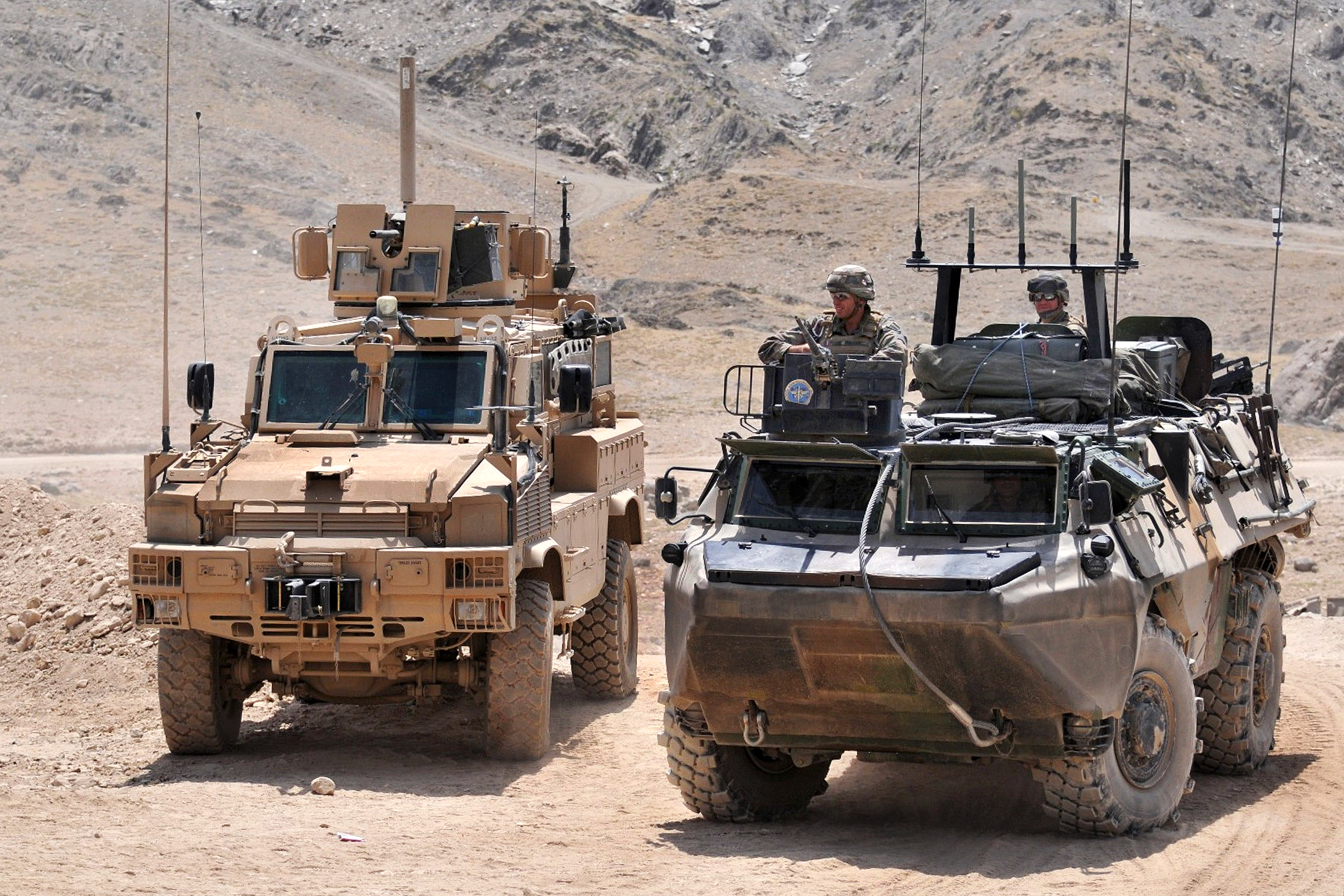
RG-31 (vlevo) a VAB (vpravo)